# Sättunahögen

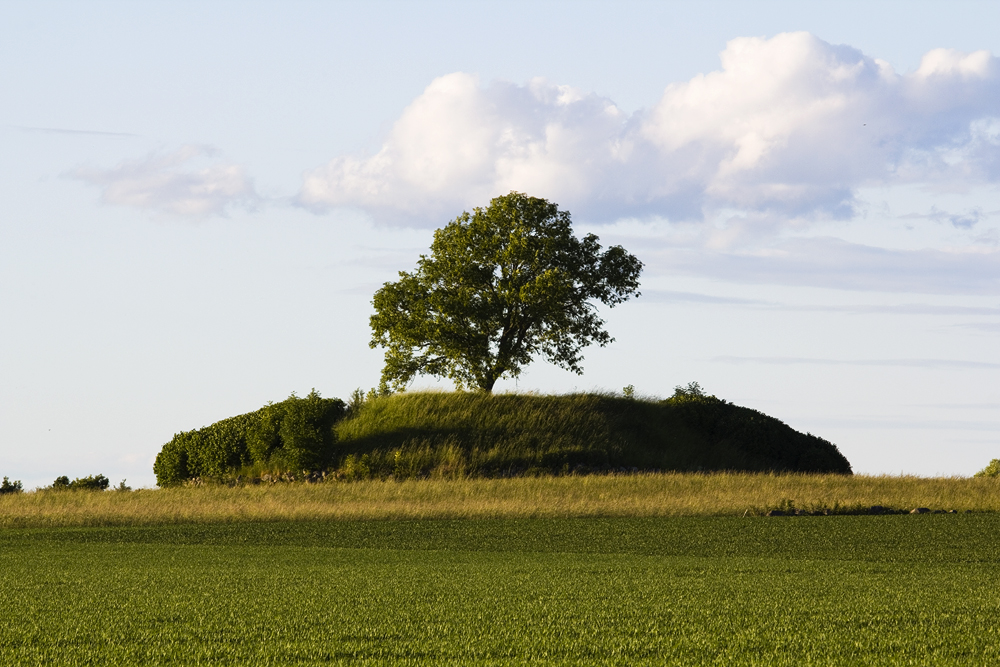
Sättunahögen

Der etwas mehr als vier Meter hohe Grabhügel Sättunahögen (auch Sättuna Kungshög genannt) hat etwa 35,0 Meter Durchmesser und liegt in Sättuna, westlich des Sees Roxen etwa zwei Kilometer östlich der Kirche von Kaga, zwischen den Ruinen des Klosters Vreta und Linköping in Östergötland in Schweden. 
Großhügel mit einem Durchmesser von mehr als 30 Metern heißen in Schweden oft Kungshögen (deutsch „Königshügel“ – Kungshögen (Högsäter) und Nysäter, der Kungshögen (Höllviken) und die Kungshögarna von Malmö-Oxie). Sie sind vorzugsweise um den Mälaren anzutreffen. Großhügel stammen oft aus der jüngeren Eisenzeit. Einige der größten sind: Anundshög in Västmanland, Högom in Medelpad, Inglinge hög in Småland, Ledbergs kulle in Östergötland, Ottarshögen in Uppland, Skalunda hög in Västergötland, Ströbo hög in Västmanland und die drei Hügel in Alt-Uppsala in Uppland. 
2007 wurde bei einer Ausgrabung des benachbarten Wohnplatzes durch Martin Rundkvist eine Matrize gefunden, mit der Guldgubbar geprägt wurden. Das ist die einzige, die nördlich von Dänemark und Schonen (Uppåkra) gefunden wurde. In diesem Fall stellt das Motiv eine nach rechts gewandte Frau mit langem Haar, vermutlich die Göttin Freya, im Profil dar. Sie scheint an einem Tisch zu sitzen. Rundkvist entdeckte eine der reichsten eisenzeitlichen Siedlungen Östergötlands, die zwischen 400 und 1000 n. Chr. bestand. Er verglich den Wohnplatz von Sättuna mit Slöinge in Halland. Darüber hinaus wurden Spuren mesolithischer Aktivitäten gefunden.